# Arroyo Sukururrpiai
Arroyo Sukururrpiai – rzeka w Kolumbii, w departamencie La Guajira. Wpływa do Oceanu Spokojnego.